# Tampere Open 2012
Il Tampere Open 2012 è stato un torneo professionistico di tennis giocato sul cemento. È stata la 31ª edizione del torneo, che fa parte dell'ATP Challenger Tour nell'ambito dell'ATP Challenger Tour 2012. Il torneo si è giocato a Tampere in Finlandia dal 23 al 29 luglio 2012.

## Partecipanti ATP

### Teste di serie
| Nazionalità | Giocatore                   | Ranking* | Testa di serie |
| ----------- | --------------------------- | -------- | -------------- |
| Portogallo  | João Sousa                  | 143      | 1              |
| Portogallo  | Gastão Elias                | 159      | 2              |
| Francia     | Éric Prodon                 | 161      | 3              |
| Francia     | Jonathan Dasnières de Veigy | 165      | 4              |
| Austria     | Michael Linzer              | 238      | 5              |
| Svizzera    | Michael Lammer              | 240      | 6              |
| Finlandia   | Harri Heliövaara            | 247      | 7              |
| Paesi Bassi | Boy Westerhof               | 263      | 8              |

- Ranking al 16 luglio 2012.

### Altri partecipanti
Giocatori che hanno ricevuto una wild card:
- Micke Kontinen
- Henri Laaksonen
- Henrik Sillanpää
- Max Wennakoski

Giocatori che sono passati dalle qualificazioni:
- Alexandre Folie
- Petru-Alexandru Luncanu
- Yannik Reuter
- Patrik Rosenholm

## Campioni

### Singolare maschile
João Sousa ha sconfitto in finale  Éric Prodon col punteggio di 7–6(5), 6–4.

### Doppio maschile
Michael Linzer /  Gerald Melzer hanno sconfitto in finale  Niels Desein /  André Ghem col punteggio di 6–1, 7–6(3).